# Melano

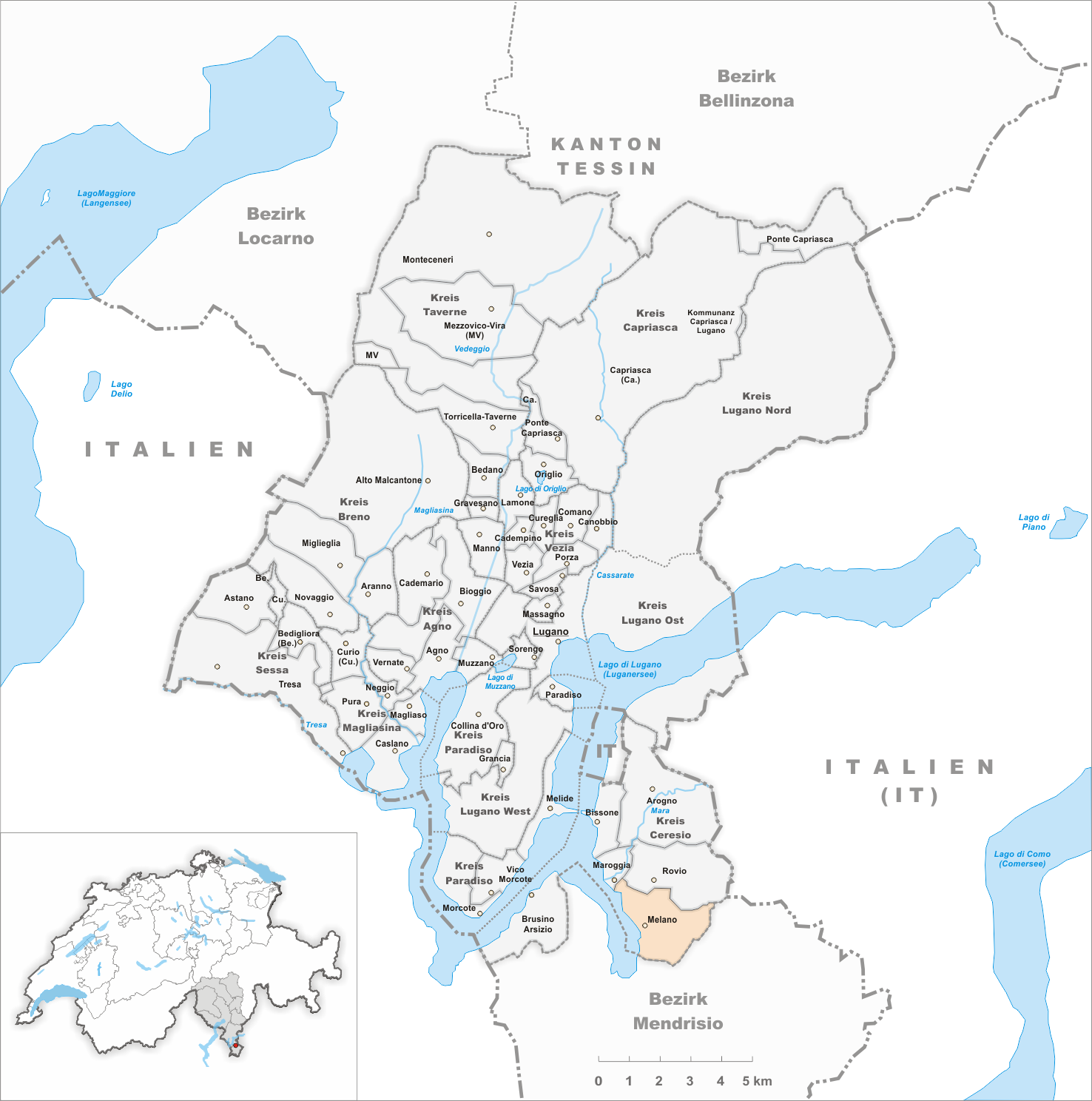
Gemeindestand vor der Fusion am 10. April 2022

Melano ist eine Ortschaft in der Gemeinde Val Mara im Schweizer Kanton Tessin.

## Geographie
Das Dorf liegt am Ostufer des Luganersees am Fuss des Monte Generoso und 2 km südlich der Station Maroggia der Linie Bellinzona-Chiasso der Schweizerischen Bundesbahnen.

## Geschichte
Der Ort wird im Jahr 799 als Mellani erstmals urkundlich erwähnt. Er war im Mittelalter ein wichtiger Hafen am See. In der ersten Hälfte des 15. Jahrhunderts war Melano schon eine Gemeinde und musste dem Herzog von Mailand 11 Soldaten und Kriegsmaterial stellen. Como erstellte in Melano ein festes Schloss, um seine Schifffahrt auf dem Luganersee zu beschützen. Während des 10-jährigen Krieges zwischen Como und Mailand machte Como aus Melano einen Kriegshafen, der 1123 samt dem Schloss von den Mailändern eingenommen, aber bald wieder von Como zurückerobert wurde. Es bestand eine fraccia oder befestigte Mauer zwischen Melano und Capolago; sie erstreckte sich vom Abhang des Monte Generoso bis zum Seeufer. Von diesem 1449 noch erwähnten Verteidigungswerk sind keine Spuren mehr übrig. Melano gehörte 1798 zur Republik Riva San Vitale. Giovanni Battista Fogliardi gründete 1840 in Melano die erste grosse Seidenspinnerei des Kantons Tessin. Die Dorfkirche Sant’Andrea wurde 1850 durch den Architekten Luigi Fontana erbaut.
Am 10. April 2022 fusionierte Melano mit den Gemeinden Maroggia und Rovio zur neuen Gemeinde Val Mara. Melano bildet aber nach wie vor eine eigenständige Bürgergemeinde.

## Bevölkerung
Einwohnerzahlen: Volkszählungsdaten

## Sehenswürdigkeiten
- Pfarrkirche Sant’Andrea[5]
- Kirche Madonna del Castelletto[5]
- Altes Wohnhaus Polatta[5]; Bogeneingang mit Stuckarbeiten[5]
- Villa Seminario im Ortsteil Pedemonte[5]
- Burgruine Castellaccio[5]

## Bildung
- Associazione Archivi Riuniti delle Donne Ticino, in der Villa Maderni.[6]

## Sport
- Football Club Melano[7]

## Bilder

Melano. Historisches Luftbild von Werner Friedli (1946)
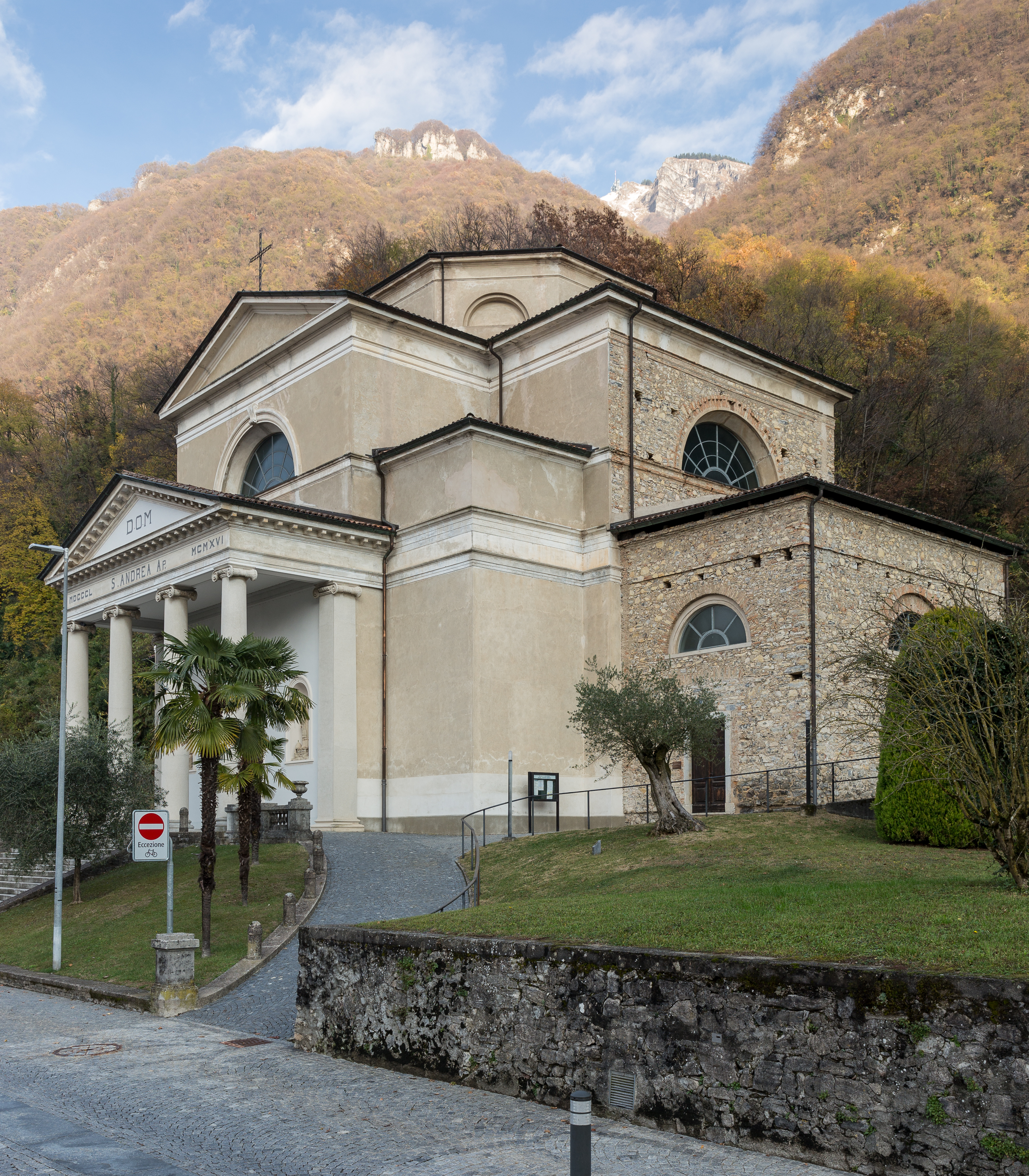
Pfarrkirche Sant’Andrea
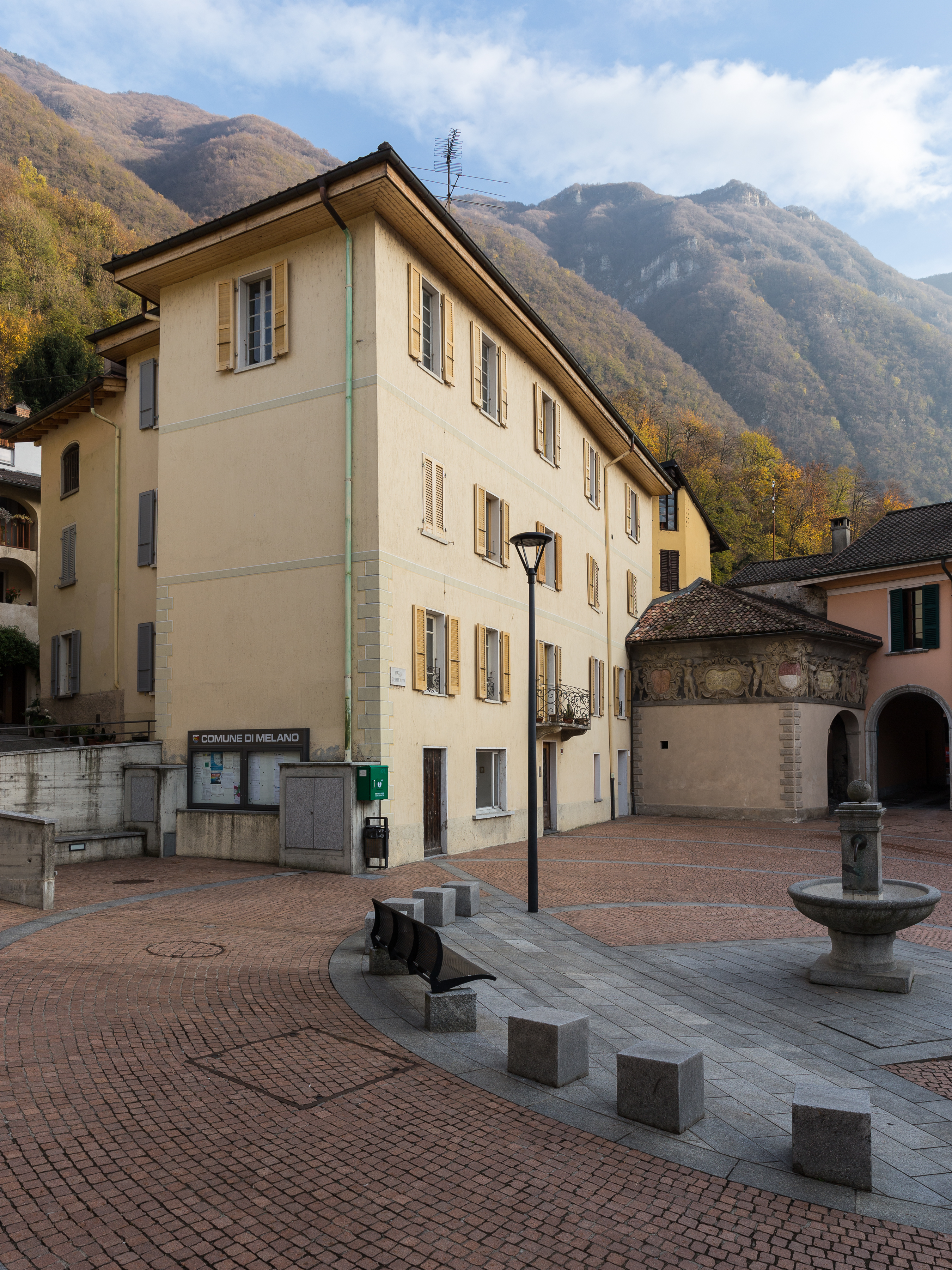
Giuseppe-Motta-Platz
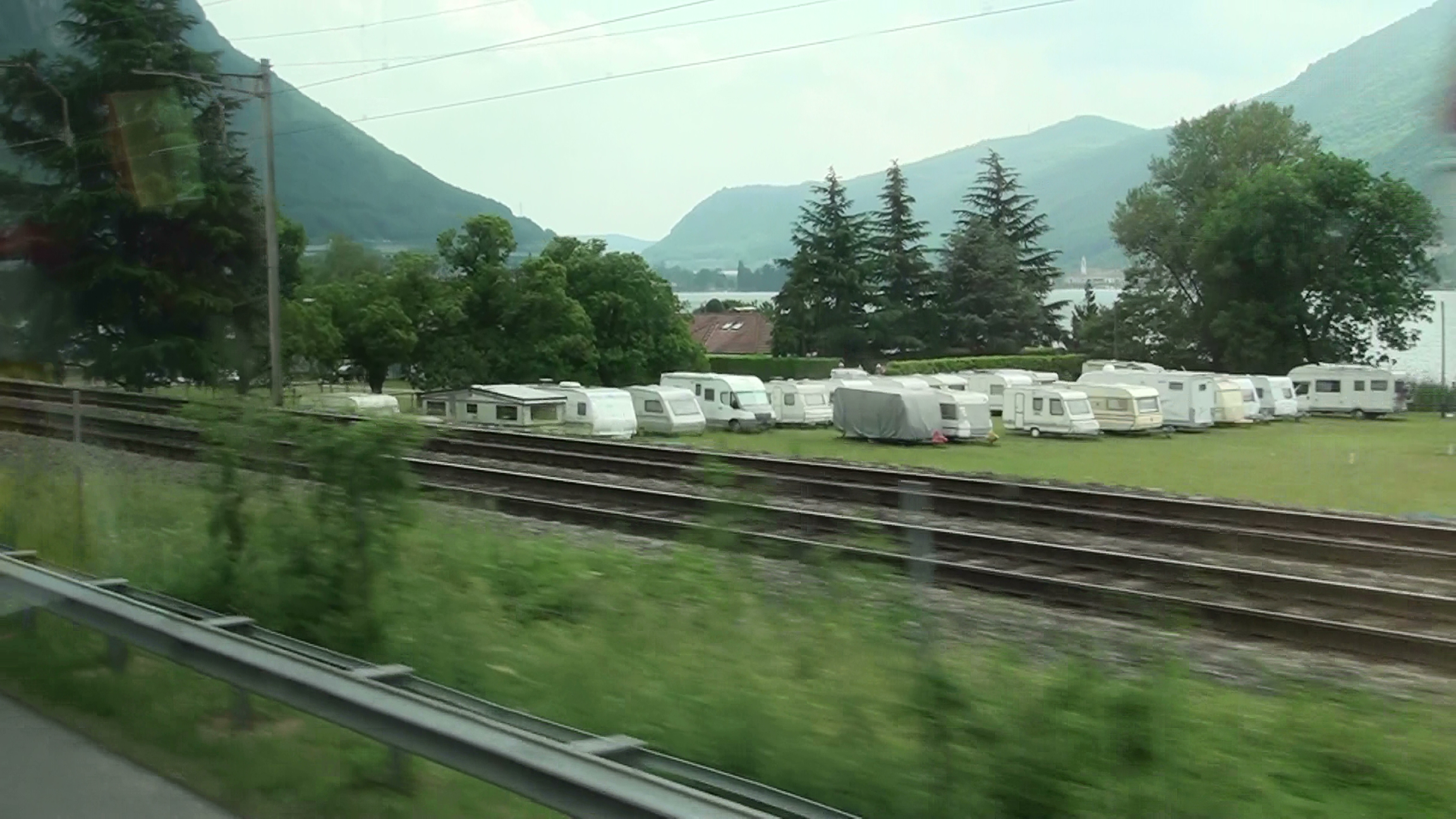
Campingplatz Paradiso
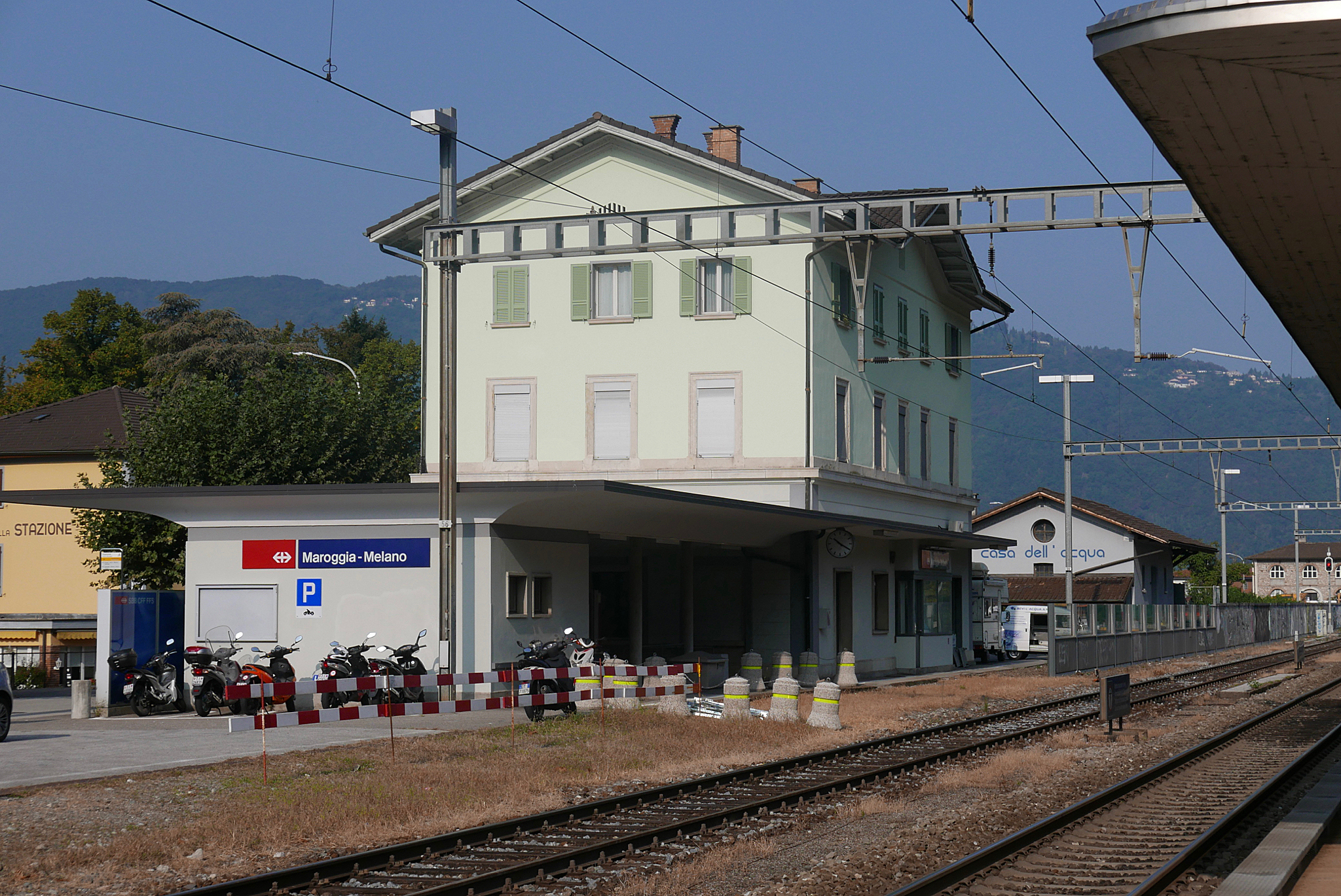
Bahnhof Maroggia-Melano